# Господство Ландсберг
Господството Ландсберг (на немски: Herrschaft Landsberg; на френски: Haut-Landsberg; Haut-Landsbourg) е господство при Колмар в Елзас през 13 – 17 век, територия на Свещената Римска империя.
Центърът на управлението през 1279 г. се намира по нареждането на римско-немския крал Рудолф фон Хабсбург в замък Холандсберг, построен от фогта на Колмар, Зигфрид фон Гундолсхайм.
През 1234 г. собственик на господството е Гюнтер фон Ландсберг, женен за Белина.
Господството е от 1281 г. собственост на Хабсбургите и има девет села.